# 5701 Бальтук
5701 Бальтук (5701 Baltuck) — астероїд головного поясу, відкритий 26 жовтня 1929 року.
Тіссеранів параметр щодо Юпітера — 3,309.